# Alfred Young
Alfred Young   (Widnes, 16 d'abril de 1873 - Saffron Walden, 15 de desembre de 1940) va ser un clergue anglès, conegut pels seus treballs matemàtics.

## Vida i obra
Young va ser el fill més jove d'un pròsper comerciant i jutge de pau del seu comtat. La família es va traslladar a Bournemouth (Dorset) el 1879, localitat on va rebre la primera escolarització. Després va assistir a la Monkton Combe School, a la vora de Bath (Somerset) en la qual, en destacar per les seves habilitats matemàtiques, va rebre una beca per estudiar al Clare College de la universitat de Cambridge a partir de 1892.
Es va graduar el 1895 i a continuació va ser professor del Selwin College (Cambridge) i del propi Clare College. El 1908 va rebre el doctorat. Aquest mateix any va ser ordenat sacerdot anglicà i va ser rector de la parròquia de Hastings fins al 1910 en que va esdevenir rector de Birdbrook (Essex), una població propera a Cambridge. Va ser rector d'aquesta església fins a la seva mort.
Tot i les seves obligacions eclesiàstiques, Young va continuar investigant en matemàtiques en el seu temps lliure. Va publicar 27 articles (un de ells pòstum). En aquests articles, que s'estenen de 1900 a 1935, va estudiar principalment la reducció del grup simètric, resolent certes equacions substitucionals que apareixen en l'estudi de la teoria dels invariants. En els primers d'aquests articles, al començament del segle xx, va descobrir les avui conegudes com a taules de Young, que han estat objecte d'estudi i d'utilització en moltes branques de les matemàtiques com la combinatòria, la teoria dels invariants, l'àlgebra, la teoria de grups, la física i la química.